# Мік Гордон
Мік Гордон (англ. Mick Gordon; нар. 9 липня 1985, Маккай, Квінсленд, Австралія) — австралійський композитор і саунд-дизайнер, що пише музику переважно для відеоігор.
Гордон написав музику для кількох шутерів від першої особи, зокрема Atomic Heart, LawBreakers, Wolfenstein: The New Order, Wolfenstein: The Old Blood, Prey, м'яке перезавантаження Doom і його продовження Doom Eternal, Wolfenstein II: The New Colossus, а також перший і другий сезони файтингу Killer Instinct 2013 року.

## Життєпис
Майкл Джон Гордон народився 9 липня 1985 року у місті Маккай (Квінсленд, Австралія). Почав роботу на Pandemic Studios, потім працював на MachineGames, id Software, Arkane Studios, Slightly Mad Studios. 2010 року номінувався на «Золоту котушку» від організації Motion Picture Sound Editors у номінації «Найкращий звуковий монтаж у відеоіграх» за роботу над грою Need for Speed: Shift, але не виграв нагороди.
У 2016 році Гордон створив музику до науково-фантастичного шутера від першої особи Doom, що є продовженням гри 1993 року від id Software. За музику до цієї гри він отримав низку нагород, у тому числі нагороду церемонії нагородження DICE Awards у категорії «Визначне досягнення у творі музики», нагороду фестивалю SXSW Gaming Awards у категорії «Перевага в музиці», нагороду церемонії The Game Awards, а також номінувався на Премію Британської Академії в галузі відеоігор у категорії «Найкраща музика».
У 2023 році Гордон пожертвував увесь свій виторг з роботи над проєктом Atomic Heart на користь акції допомоги Австралійського Червоного Хреста для українських постраждалих та біженців.

## Кар'єра
Гордон почав свою музичну кар'єру як джаз/блюзовий гітарист у підлітковому віці. Спочатку він почав працювати звукорежисером у Pandemic Studios, де він створив додатковий саунд-дизайн для Destroy All Humans! 2. 2013 року він забив перший сезон файтингової відеогри Killer Instinct, перезавантаження оригінальної назви 1994 року. У наступному році Гордон забив другий сезон «Інстинкту вбивці» і пригодницький екшн-шутер від першої особи «Wolfenstein: The New Order» (розроблений компанією MachineGames). Він повернувся до серії Wolfenstein у 2015 році, щоб написати партитуру до Wolfenstein: The Old Blood, приквела до Wolfenstein: The New Order.
У 2016 році Гордон завершив партитуру до науково-фантастичного шутера від першої особи Doom, м'якого перезавантаження франшизи, розробленої id Software. Його партитура для Doom виграла ряд нагород, включаючи премію D.I.C.E. Award за видатні досягнення в оригінальній музичній композиції, SXSW Gaming Award за досконалість у музичній партитурі, The Game Awards за найкращу музику/звуковий дизайн і була номінована на премію BAFTA Games Award за найкращу музику.
У 2017 році Гордон завершив партитуру до хоррор-шутера від першої особи «Здобич», розробленого Arkane Studios. Він також працював разом з Мартіном Стігом Андерсеном, щоб знову повернутися до серії Wolfenstein, забивши Wolfenstein II: The New Colossus, розроблений MachineGames.
У 2020 році Гордон завершив партитуру Doom Eternal; хоча музика для гри знову була добре прийнята, обставини навколо випуску саундтреку призвели до публічної сварки між Гордоном та id Software та розставання. Обидві сторони опублікували відкриті листи, в яких стверджували про правопорушення.
23 червня 2020 року британський рок-гурт Bring Me the Horizon оголосив, що працюватиме з Гордоном над своїм майбутнім релізом. Вокаліст Олівер Сайкс розповідає, як закохався у саундтрек Doom Eternal під час карантину. Сильно надихнувшись творчістю Гордона, група вирішила зв'язатися з ним і запропонувати співпрацю. Отримана робота під назвою «Parasite Eve» вийшла 25 червня разом із супровідним музичним відео. Потім співпраця розширилася до комерційного релізу Post Human: Survival Horror, що вийшов 30 жовтня 2020 року.
Гордон спродюсував пісню "Paralyze" з індастріал-метал гуртом 3Teeth у 2021 році. 3 травня 2023 року 3Teeth випустили «Merchant of the Void», а 31 травня — «Slum Planet», знову співпрацюючи з Гордоном.

## Музичний стиль та натхнення
Згідно з офіційним веб-сайтом Гордона, він «використовує широкий спектр сучасного музичного саунд-дизайну та традиційних композиторських технік, щоб не бути обмеженим будь-яким окремим жанром», і що він «натхненний зв'язком між аудиторією та досвідом».
Гордон «розглядає роль музики як переклад світу, в якому вона існує, а не як простий акомпанемент».

## Відеоігри
- 2006 — Destroy All Humans! 2 — другорядний саунд-дизайнер
- 2007 — Looney Tunes: Acme Arsenal[en] — другорядний саунд-дизайнер
- 2007 — Nicktoons: Attack of the Toybots[en] — музичний продюсер, композитор
- 2008 — El Tigre: The Adventures of Manny Rivera[en] — гітара, композитор
- 2009 — Need for Speed: Shift — композитор
- 2009 — Marvel Super Hero Squad[en] — композитор
- 2010 — The Last Airbender — композитор
- 2010 — Need for Speed: World — композитор
- 2010 — Marvel Super Hero Squad: The Infinity Gauntlet[en] — композитор
- 2011 — FEAR 3 — другорядна музика
- 2011 — Cars 2 — барабани
- 2011 — Need for Speed: The Run — другорядна музика
- 2011 — Shift 2: Unleashed — композитор
- 2011 — Marvel Super Hero Squad: Comic Combat[en] — композитор
- 2013 — Killer Instinct[en] — композитор
- 2014 — Wolfenstein: The New Order — композитор
- 2015 — Wolfenstein: The Old Blood — композитор
- 2015 — Project CARS — бас-гітара
- 2016 — Edge of Twilight[en] — головний саунд-дизайнер, звукорежисер
- 2016 — Doom — композитор
- 2017 — Prey — композитор[6]
- 2017 — LawBreakers — композитор
- 2017 — Wolfenstein II: The New Colossus — композитор
- 2020 — Doom Eternal — композитор
- 2023 — Atomic Heart — композитор

## Фільми
- 2007 — Постал / Postal — автор та виконавець композицій One to Grow On та Requiem for an Orgy